# 트뤼그베 호벨모
트뤼그베 망누스 호벨모(노르웨이어: Trygve Magnus Haavelmo, 1911년 12월 13일 ~ 1999년 7월 28일)는 노르웨이의 경제학자이다. 계량경제학 분야를 연구했으며, 1989년 노벨 경제학상 수상자로 선정되었다.

## 유산
주데아 펄은 "호벨모는 정책을 안내하는 경제 모델의 역량을 처음으로 인식했으며" "임의의 모델을 사용하여 정책 질문에 대한 정량적 답변을 생성하는 수학적 절차를 제시했다"라고 썼다. 펄에 따르면, "호벨모의 논문 '동시 방정식 시스템의 통계적 함의'는 역사가들이 일반적으로 추정하는 것처럼 계량경제학 모델의 통계적 함의가 아니라 인과관계에 있어서 중추적인 전환점을 나타낸다." 경제 모델이 일련의 가상 실험을 묘사하고 모델의 방정식을 수정하여 정책을 시뮬레이션할 수 있다는 호벨모의 생각은 현재 사용되는 계량경제적 인과 추론의 모든 형식주의의 기초가 되었다. (인과 추론에 관한 생물통계학 및 전염병학 문헌은 다양한 출처에서 가져온다.) 이는 선택된 방정식을 "삭제"할 것을 옹호한 로버트 H. 스트로츠와 허먼 볼드(1960)에 의해 처음으로 조작화되었으며 그런 다음 "삭제"로 그래픽 모델로 번역되었다. 이 연산은 이후 펄의 "do" 계산과 계량경제 모델의 반사실적 수학적 이론으로 이어졌다. 펄은 또한 경제학자들이 호벨모의 이러한 혁명적 기여를 일반적으로 평가하지 않는 이유는 계량경제학 교과서 간의 심각한 불일치로 입증되는 것처럼 경제학자들 자신이 경제 모델이 무엇을 의미하는지에 대한 합의에 아직 도달하지 못했기 때문이라고 추측한다.